# Cantanhede
Cantanhede és un municipi portuguès, situat al districte de Coïmbra, a la regió del Centre i a la subregió de Baixo Mondego. L'any 2007 tenia 38.860 habitants. Es divideix en 19 freguesies. Limita al nord amb Vagos, Oliveira do Bairro i Anadia, a l'est amb Mealhada, al sud-est amb Coïmbra, al sud amb Montemor-o-Velho i Figueira da Foz, al nord-oest amb Mira i a l'oest amb d'Oceà Atlàntic.

## Població
| Població del concelho de Cantanhede (1801 – 2004) | Població del concelho de Cantanhede (1801 – 2004) | Població del concelho de Cantanhede (1801 – 2004) | Població del concelho de Cantanhede (1801 – 2004) | Població del concelho de Cantanhede (1801 – 2004) | Població del concelho de Cantanhede (1801 – 2004) | Població del concelho de Cantanhede (1801 – 2004) | Població del concelho de Cantanhede (1801 – 2004) | Població del concelho de Cantanhede (1801 – 2004) |
| ------------------------------------------------- | ------------------------------------------------- | ------------------------------------------------- | ------------------------------------------------- | ------------------------------------------------- | ------------------------------------------------- | ------------------------------------------------- | ------------------------------------------------- | ------------------------------------------------- |
| 1801                                              | 1849                                              | 1900                                              | 1930                                              | 1960                                              | 1981                                              | 1991                                              | 2001                                              | 2004                                              |
| 10759                                             | 14967                                             | 27796                                             | 33696                                             | 41303                                             | 38717                                             | 37140                                             | 37910                                             | 38590                                             |

## Freguesies
- Ançã
- Bolho
- Cadima
- Camarneira
- Cantanhede
- Cordinhã
- Corticeiro de Cima
- Covões
- Febres
- Murtede
- Ourentã
- Outil
- Pocariça
- Portunhos
- Sanguinheira
- São Caetano
- Sepins
- Tocha
- Vilamar